# Robert Bryant
Robert Bryant (30 de agosto de 1953) é um matemático estadunidense. É conhecido por seu trabalho em geometria diferencial.

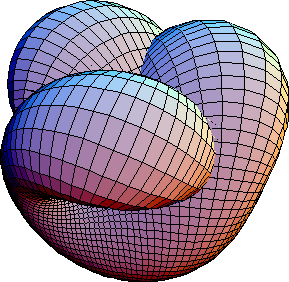
Robert Bryant, working with R. Kusner, found this parametrização of Boy's surface which minimizes the Willmore energy

## Formação acadêmica
Bryant cresceu com mais cinco irmãos em uma família rural no Condado de Harnett, Carolina do Norte e conseguiu ir à faculdade, diferentemente de seus pais. Em sua escola, uma das menores da região, as tendências da matemática não eram aderidas. Por exemplo, não havia Cálculo no currículo. Porém, Bryant usou do livro de cálculo de seu tio ou pegou livros de cálculo de vetores da biblioteca e fazia exercícios. Essa era a sua ideia de Matemática.
Decidido a cursar Química, um professor de matemática da Campbell University indicou alguns livros de Teoria dos grafos, Álgebra linear, Equações diferenciais parciais e outros assuntos. Byrant enxergou aspectos interessantes da Matemática.
Obteve seu diploma de bacharel na Universidade Estadual da Carolina do Norte em 1974 e seu doutorado na Universidade da Carolina do Norte em Chapel Hill em 1979. Sua tese Some Aspects of the Local and Global Theory of Pfaffian Systems foi escrita sob a oritentação de Robert Gardner Bartle.

## Carreira
Robert Byrant trabalhou na Universidade Rice por sete anos: de 1979 a 1981 como Professor Assistente; de 1981 a 1982 como Professor Associado e de 1982 a 1986 como Professor Titular.
Então, foi para o Departamento de Matemática da Universidade Duke, onde trabalhou por duas décadas.
Entre 2007 e 2013, trabalhou como Professor Titular na Universidade da Califórnia, Berkeley, onde se tornou diretor do Mathematical Sciences Research Institute (MSRI).
Entre 2015 e 2016, foi o 63º presidente da Sociedade Americana de Matemática, em que foi o primeiro presidente abertamente gay.
Bryant é um dos diretores do programa EDGE (Enhancing Diversity in Graduate Education), um programa de transição para mulheres que estão entrando nos estudos das ciências matemáticas. Ele também é um membro da Spectra, uma associação para matemáticos LGBT que ele ajudou a criar.

## Livros
- 1987: Integral Geometry.[12]
- 1991: Exterior Differential Systems.[13]
- 1995: An introduction to Lie groups and symplectic geometry, in Geometry and quantum field theory.[14]
- 1995: Toward a Geometry of Differential Equations.[15]
- 2003: Exterior Differential Systems and Euler-Lagrange Partial Differential Equations.[16]
- 2004: A sampler of Riemann-Finsler Geometry.[17]